# Вооружённые силы Демократической Республики Афганистан

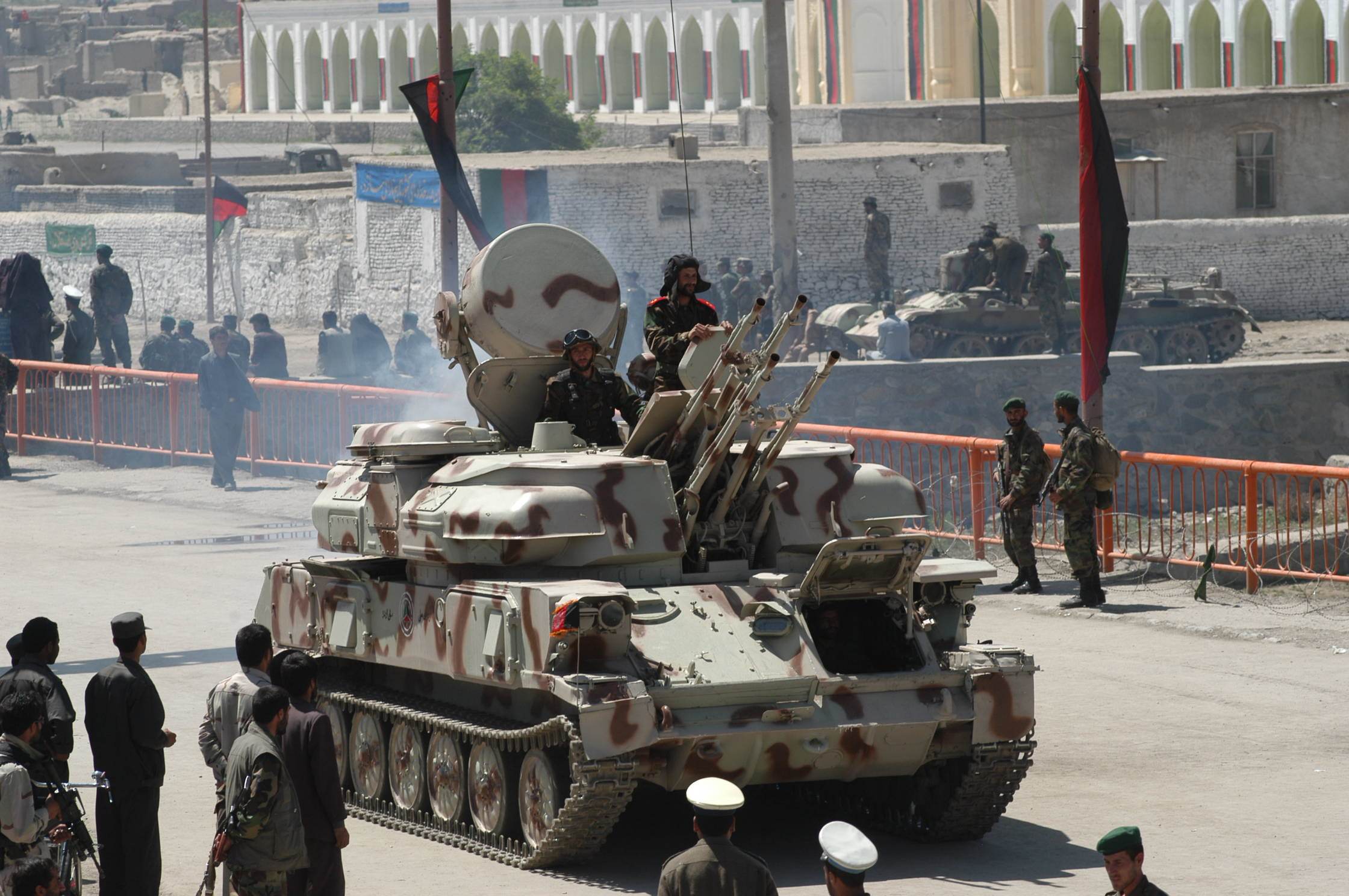
Самоходная зенитная установка ЗСУ-23-4 в Кабуле.

Вооружённые силы Демократической Республики Афганистан — название вооружённых сил Афганистана в период с 1978 года по 1992 год.

## Организационная структура

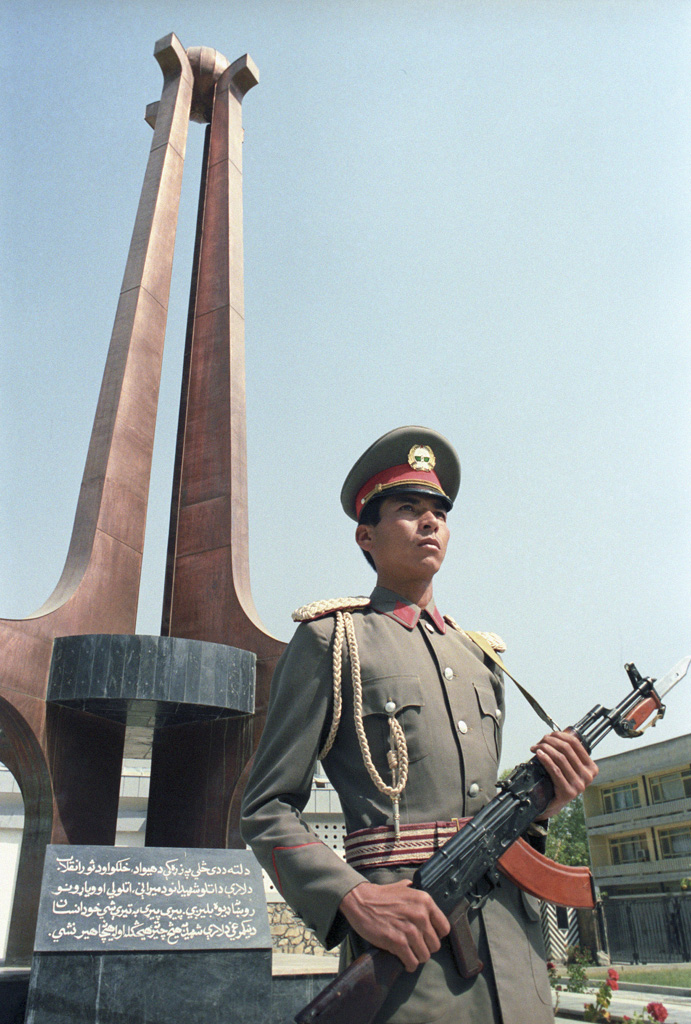
Почётный караул у памятника советским воинам-интернационалистам в Кабуле (1986, снесён вскоре после вывода ОКСВА)

9 января 1980 года был принят закон о всеобщей воинской обязанности, который устанавливал призывной принцип комплектования армии (военнообязанными считались мужчины в возрасте от 20 до 40 лет). Впоследствии в закон были внесены изменения.
В состав вооружённых сил Демократической республики Афганистан входили:
- Афганская армия (структуры подчинённые Министерству обороны ДРА) в составе:

- сухопутные войска;
- военно-воздушные силы и ПВО;
- специальные войска;
- тыл армии;
- пограничные войска;
- военно-учебные заведения.

- вооружённые формирования Министерства государственной безопасности (ХАД);
- вооружённые формирования Министерства внутренних дел (Царандой);
- отряды гражданской обороны (на правах видов вооружённых сил) — отряды самообороны местных жителей.

В 1980 году вооружённые силы страны стали участником СКДА, в августе 1981 года военнослужащие-спортсмены из ДРА впервые приняли участие в спортивных соревнованиях СКДА (они участвовали в 5-й спартакиаде СКДА в Венгрии).
Создание и комплектование отрядов гражданской обороны личным составом производилось по территориальному признаку. В сравнении с подразделениями регулярной армии, были существенно хуже вооружены, особенно в начальный период войны. Первые сельские отряды самообороны были созданы в апреле-мае 1980 года в уезде Сурх-Руд жителями селений Хатырхель, Ибраимхель и Умархель. Летом 1980 года началось создание других отрядов. В декабре 1983 года началось объединение территориальных отрядов самообороны в систему гражданской обороны.
В структуре афганской армии имелось:
- армейских корпусов — 3 (1-й, 2-й и 3-й);
- пехотных дивизий — 12 (2-я, 7-я, 8-я, 9-я, 11-я, 12-я, 14-я, 15-я, 17-я, 18-я, 20-я и 25-я);
- бригад — 22 (общевойсковые, танковые, артиллерийские, 6 бригад «Коммандос», 1 бригада ПВО, 11 пограничных, 2 бригады тыла армии);
- полков — 39 (всех видов и родов войск, в том числе 12 общевойсковых, артиллерийских, «Командос», инженерных, связи, 8 полков ВВС, 6 — ПВО, 11 полков территориальных войск; 2 полка тыла армии);
- отдельных батальонов (дивизионов) и отдельных эскадрилий родов и видов войск (специальных войск) и тыла армии — 32;
- военно-учебных заведений:

- военно-учебных заведений по подготовке офицеров различного профиля — 13;
- 29-й учебный полк;
- высшие офицерские курсы «А»;
- курсы изучения новой техники;
- военный лицей;
- учебный центр войск связи;
- учебный полк пограничных войск;
- школа тыла;
- 2 учебных центра;
- военно-музыкальная школа.

К 1985 году структура нерегулярных сил несколько изменилась, в них входили:
- группы самообороны — формировались на предприятиях.
- отряды защитников революции — формировались по территориальному принципу. Первый в стране отряд был создан в августе 1981 года из 53 студентов Кабульского университета.
- отряды пограничной милиции («малиши») — формировались по племенному принципу

Как отмечал генерал С. М. Михайлов, к 1989 году с точки зрения военной подготовки личного состава, оснащённости техникой и вооружением, афганская армия находилась на достаточно высоком уровне боеспособности. «А чего не хватает, так это единства, в этом главная проблема. Вторая причина трудностей связана с очень слабой работой среди населения, за привлечение широких масс на сторону народной власти».

## Численность и комплектование
По сведениям газеты «Нью-Йорк таймс», в 1981 году общая численность Армии составляла около 85 тысяч военнослужащих. В Национальной Армии было около 35000-40000 солдат, в основном, призывники, в военно-воздушных силах было примерно 7000 солдат.
Комплектование и финансирование формирований пограничных войск производилось по остаточному принципу. В результате подобной практики пограничные войска (погранохрана) была недостаточно укомплектована личным составом. К примеру на 1982 год при штатной численности в 26 600 человек, в погранохране числилось только 12 500.
Через военные комиссариаты призывались только 20 % личного состава, остальные 80 % набирались принудительным методом. Партийно-государственные органы практически отстранились от вопросов, связанных с призывом.
В апреле 1992 года после падения правительства Республики Афганистан, афганская армия прекратила своё существование.
| Солдаты   | Год  |
| --------- | ---- |
| 90,000    | 1978 |
| 100,000   | 1979 |
| 25,000    | 1980 |
| 25-35,000 | 1981 |
| 25-40,000 | 1982 |
| 35-40,000 | 1983 |
| 35-40,000 | 1984 |
| 40,000    | 1985 |
| 141,500   | 1986 |

## Дезертирство
Дезертирство из армии было распространённым явлением, причём имели место случаи перехода на сторону моджахедов крупных подразделений; например, в июле 1979 года в провинции Заболь дезертировал отряд горно-пехотного полка, насчитывавший 680 человек, а чуть позже в районе Зурмата моджахедам сдались две пехотные роты. За один только 1980 год из армии дезертировали свыше 24 тысяч человек.
Первый командующий 40-й армией Борис Ткач вспоминал:

Самым главным бичом было дезертирство, причём с оружием. Неделю полк сколачивали, обучали, вооружали, одевали, а перед боевым выходом — полполка нет. Или продали всё, что получили, или перешли на ту сторону.

## Численность и укомплектованность вооружённых сил
На 1 февраля 1986 года укомплектованность военной техникой и личным составом ВВС и ПВО составляла:
- личный состав — 19 400 человек (72% к штату)
- самолётов — 226 (88%), из них 217 (96%) боеготовых машин;
- вертолётов — 89 (57%), из них 62 боеготовых.

Численность вооружённых сил (без вооружённых формирований Царандоя) — 141 500 человек (60% к штату).
Укомплектованность по вооружению: 
- танков - 763 (70% к штату);
- БМП - 129 (75%);
- БТР и БРДМ — 1225 (45%);
- орудий полевой и реактивной артиллерии, миномётов — 2609 (80%);
- автомобилей — около 13 000 (49%).

Точных сведений о численности вооружённых формирований Царандоя (бригады, полки и отдельные батальоны) в последние годы существования Республики Афганистан не имеется. В июле 1982 года в нём состояло около 70 000 человек.
Подразделения регулярной армии были вооружены оружием и боевой техникой советского производства:
- стрелковое вооружение: основным типом оружия были автоматы АКМ[21], хотя в начале 1980-х годов на вооружении отдельных частей ещё сохранялись пистолет-пулемёты ППШ[22]

На вооружении территориальных отрядов самообороны находилось в основном лёгкое стрелковое оружие (в том числе, устаревших образцов и трофейное).
- так, батальон племенной милиции под командованием Усман-бека из кишлака Какис-нау, обеспечивавший охрану дороги Сарок — Калас-нау в провинции Герат, по состоянию на февраль 1986 года имел 300 бойцов, половина из которых была вооружена автоматами Калашникова, а остальные — пистолет-пулемётами ППШ и винтовками различных систем, имел три радиостанции Р-104, 11 шт. радиостанций Р-105, один джип и четыре грузовика[23].

## Печатные издания
Официальным изданием Министерства обороны ДРА с 27.04.1980 г. являлась газета «Хакикате сарбаз» («Солдатская правда»), выходившая тиражом 15 тыс. экз..

## Массовые убийства военнослужащих ВС ДРА моджахедами после падения республики
В 2005 году министр внутренних дел Афганистана Юсуф Станизай выступил с заявлением, что в провинции Пактия было найдено захоронение, в котором находились тела 530 убитых военнослужащих армии ДРА. Несколько позднее в том же районе было найдено ещё одно захоронение, в котором находились свыше 1000 тел убитых солдат и офицеров ДРА. Как сообщил губернатор провинции Пактия, судя по остаткам военной формы, убитые являлись военнослужащими 9-й армейской бригады армии ДРА, и по всей видимости, они были убиты «бойцами из отрядов полевых командиров» после того, как бригада была расформирована.

## Профессиональные праздники
- 19 августа — День армии ДРА[26]